# 220 PLM C 61 à C 180

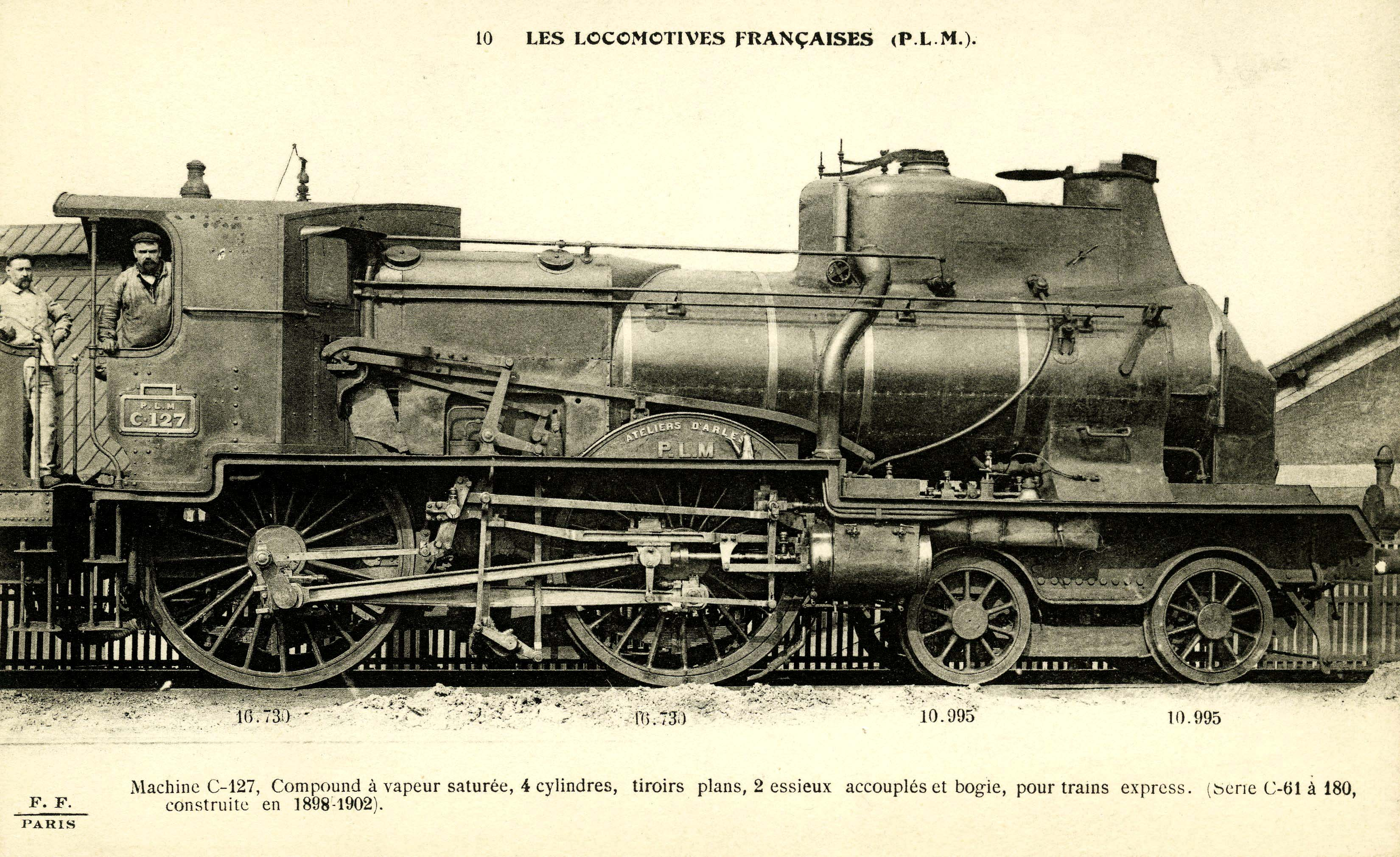
« Grosse C » PLM C 127.

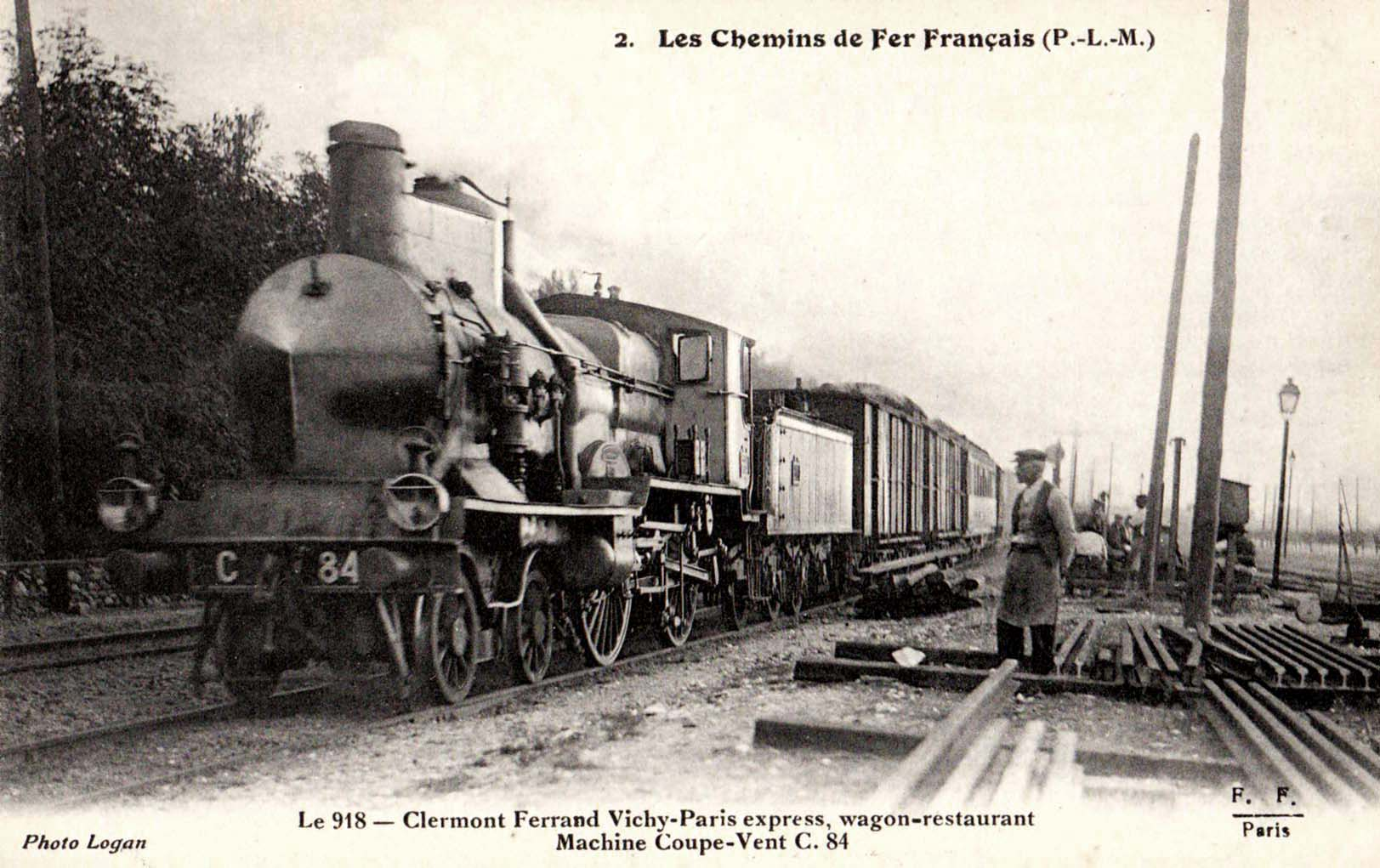
La C 84 tractant le Clermont-Paris.

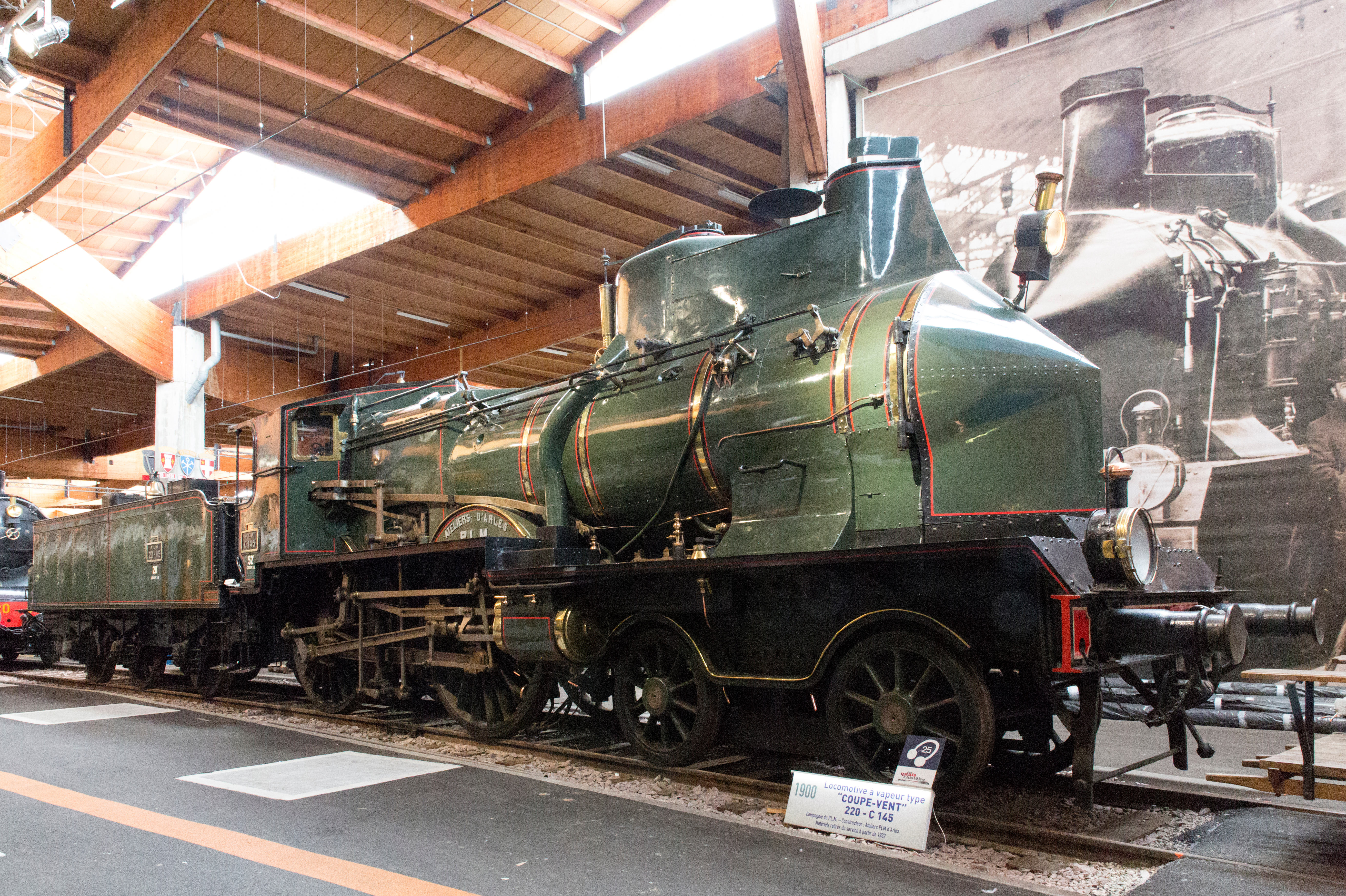
La C 145 à la Cité du train

Les 220 PLM C 61 à C 180 sont des locomotives de vitesse de type 220 de la compagnie PLM. Elles comportaient un carénage (dit « coupe-vent ») et étaient appelées les « grosses C », par opposition aux séries des 220 C 11 et 12 et C 21 à 60, appelées les « petites C ».
Lors de la création de la SNCF, le 1er janvier 1938, ces machines sont devenues 5 - 220 A 1 à 120.

## Construction
Les C 61 à 180 sont des locomotives compound à 4 cylindres.
Elles sont construites entre 1898 et 1902 par les sites industriels suivants :
- les ateliers d'Arles du PLM,
- les ateliers de Paris du PLM,
- les chantiers des Batignolles,
- la firme Wiener Neustadt en Autriche.

## Caractéristiques

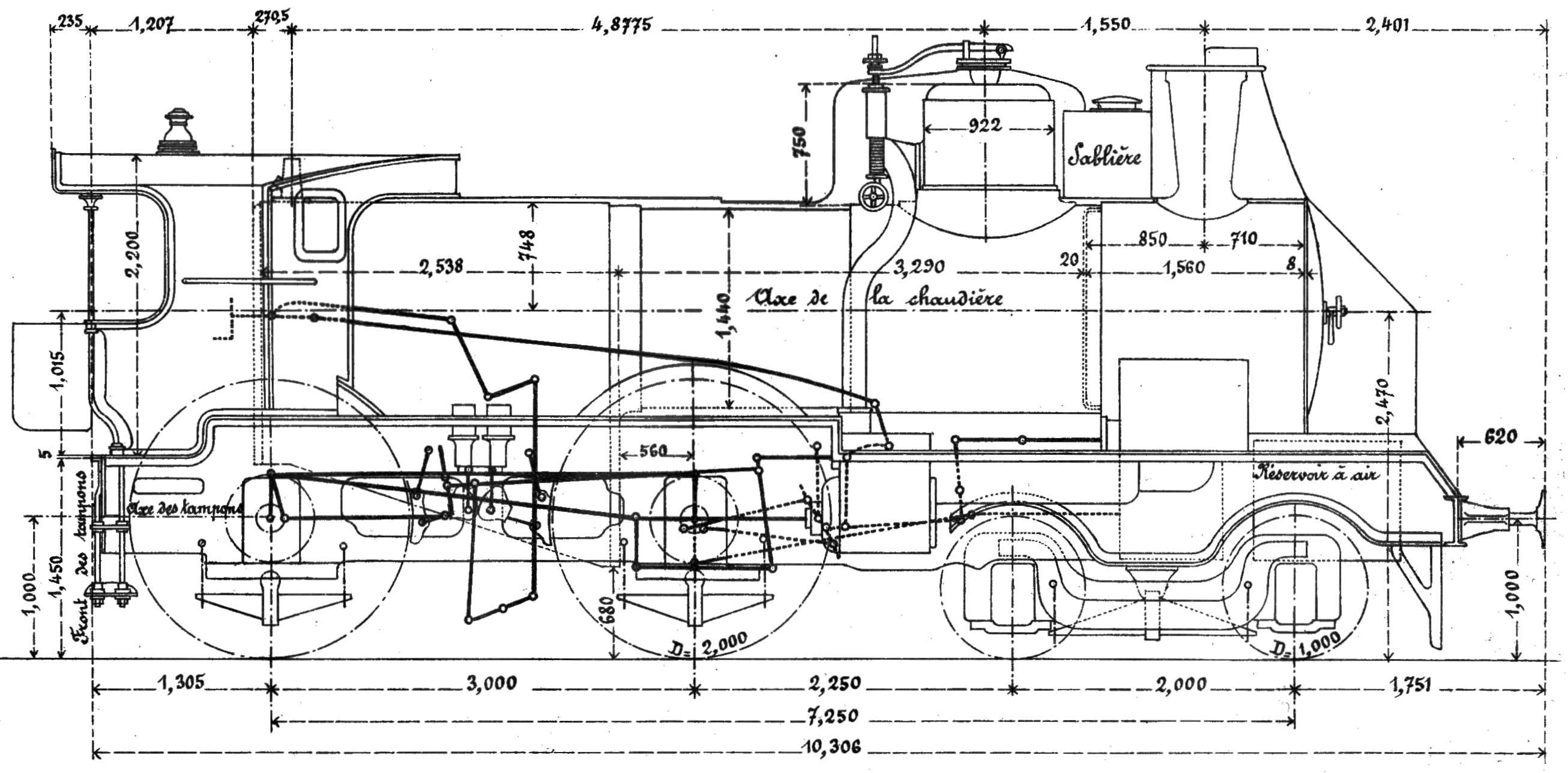
Plan d'une Grosse C de 1914.

Longueur hors tout machine + tender : 19,33 m,
Poids total en ordre de marche : 57,40 tonnes,
Diamètre des roues motrices : 2 m,
Surface de grille : 2,48 m².

## Tenders
Ces machines étaient équipées d'un tender de 16 m³ remplacé à partir de 1906 par un tender à 3 essieux d'une capacité de 20 m³.

## Préservation
La locomotive C 145 puis 220 A 75, construite aux ateliers d'Arles en 1900, est préservée à la Cité du train de Mulhouse. Elle a été restaurée par le personnel du dépôt de Paray-le-Monial.

## Modélisme
Les 220 A ont été reproduites à l'échelle HO par :
- l'artisan français Loco-Diffusion sous forme de kit en laiton à monter
- le fabricant suisse de haut de gamme Metropolitan. Il s'agissait de reproductions en laiton montées et peintes.